# Жозеф-Фредерік-Бенуа Шарр'єр
Жозеф-Фредерік-Бенуа Шарр'єр (фр. Joseph-Frédéric-Benoît Charrière, 19 березня 1803, Церніат, кантон Фрібур, Швейцарія — 28 квітня 1876, Париж, Франція) — французький розробник хірургічних інструментів швейцарського походження, на честь якого названа шкала розмірів катетерів, винахідник у медичній галузі.

## Біографія
Жозеф-Фредерік-Бенуа Шарр'єр народився в Церніаті кантону Фрібур, Швейцарія. З дитинства його вчили ремеслу ножівника у майстерні його дядька. Він переїхав у Париж у 13-річному віці, де почав навчатись у виробника ножів.
У 1820 році Шарр'єр заснував компанію з виготовлення хірургічних інструментів. Він став експертом у цій справі та був особистим постачальником Гійома Дюпюїтрена (1777—1839), головного хірурга та завідувача відділення госпіталю Отель-Дью де Парі. Шарр'єр брав участь у лікарських обходах та спостерігав за операціями й розтинами. Завдяки цьому він знаходив відповідні місця застосування його інструментів та краще розробляв нові. У 1840 році у його компанії налічувалось уже 400 працівників. У 1843 році Шарр'єр отримав французьке громадянство.

## Внесок в медицину

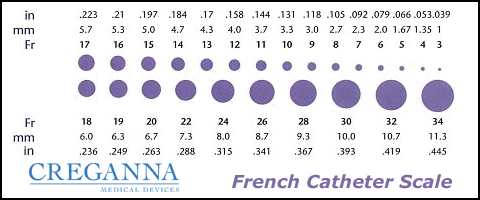

Розробив і удосконалив багато медичних інструментів, таких як:
- хірургічні ножиці, що відкриваються без застосування болтів;[2][3]
- розробник системи French (розміри катетерів);[2][3]
- різноманітні пінцети;
- шприци та ін'єкційні голки;
- попередник сучасного затискача;
- удосконалену незворотну систему для проведення анестезії;
- багато урологічних приладів, включно з дилататорами, засобами для літотрипсії тощо.[2][6]

Завдяки роботі з урологічними інструментами, Шарр'єр розробив шкалу вимірювання, тепер відому як Шарр'єр (більше у франкомовних країнах) або Френч (Французька шкала). Її використовували для уніфікації розмірів зондів та катетерів. Шкалу було впроваджено в 1942 році та представлено широкому загалу 1949 року на індустріальній виставці. Шкалу в різних галузях використовують і досі.